# Вазописец Ниобид

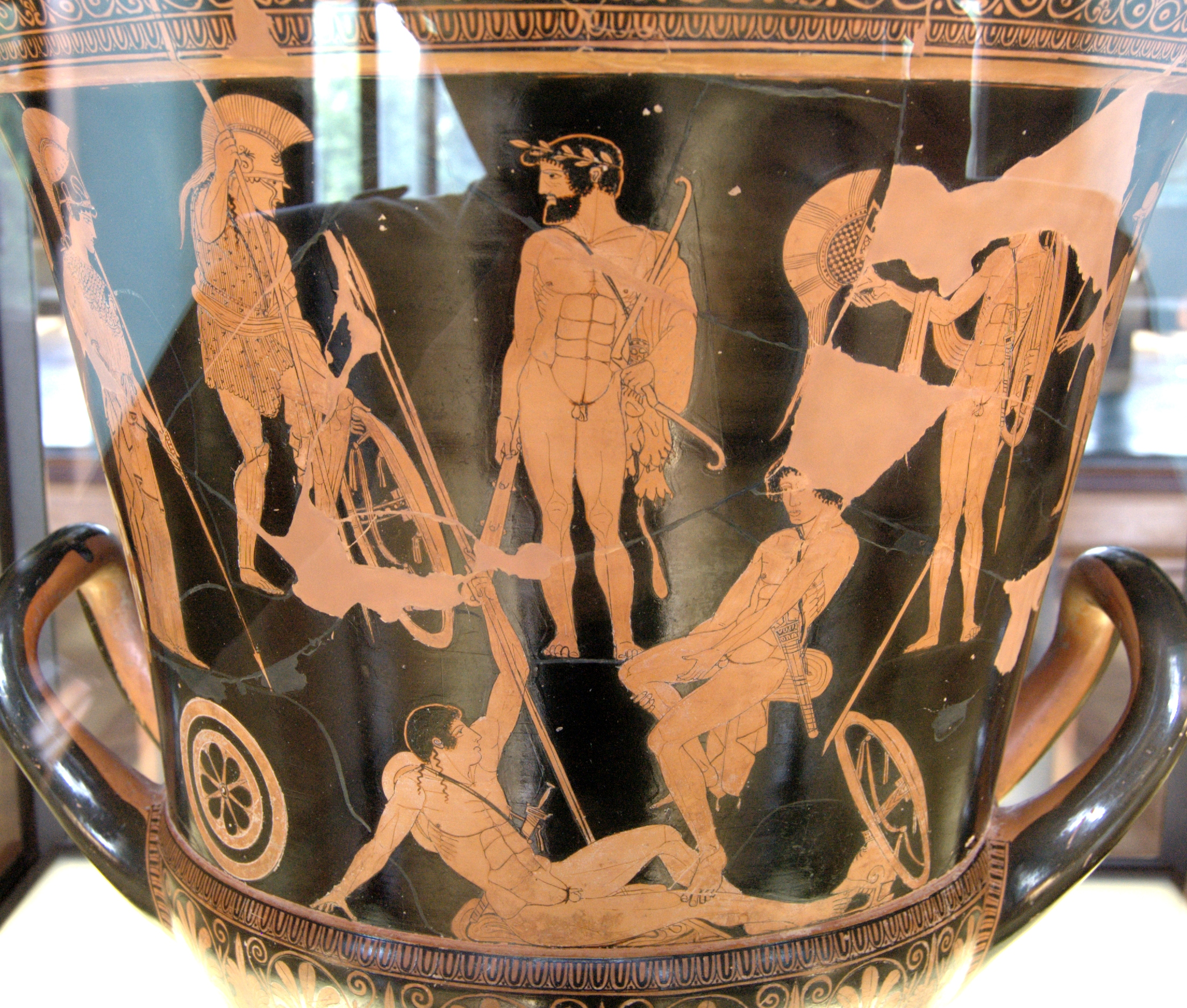
Геракл и сборы Аргонавтов, сторона В именной вазы вазописца Ниобы

Вазописец Ниобид — анонимный греческий вазописец, работал в Афинах в технике краснофигурной вазописи.
Его именная ваза — кратер, которая экспонируется ныне в Лувре, Париж. С одной её стороны изображен бог Аполлон и его сестра Артемида, убивающие детей Ниобы. Существуют разные версии относительно того, чьи фигуры изображены на стороне Б. Тем не менее, принято считать, что это либо Аргонавты, или Семеро против Фив, хотя в одной из версий нет определенности.
Исследователи считают, что на технику вазописца Ниобы значительное влияние оказали работы живописца Полигнота с острова Тасоса, а также Микона, которыми были украшены стены Пестрой стои в Афинах.